# بروس سيلز
بروس سيلز (بالإنجليزية: Bruce Seals)‏ مواليد 18 يونيو 1953 في نيو أورلينز، هو لاعب كرة سلة أمريكي سابق. بدأ مسيرته الاحترافية في سنة 1973. تم اختياره من قبل فريق سياتل سوبرسونيكس خلال الدرافت. بلغ طوله 6 قدم 8 بوصة (2.0 م). اعتزل اللعب في 1984. أحرز خلال مسيرته في الإن بي إيه 3107 نقطة بمعدل 8.9 نقاط في المباراة الواحدة.

## المسيرة الاحترافية
لعب مع سياتل سوبرسونيكس من سنة 1975 إلى 1978، ثم لعب مع بالاكانسترو فاريزي في الدوري الإيطالي في موسم 1979–1980، ثم لعب مع رير فينيزيا مستري في موسم 1981–1982.

## روابط خارجية
- بروس سيلز على موقع إن بي أي (الإنجليزية)
- بروس سيلز على موقع سبورتس رفرنس (الإنجليزية)
- بروس سيلز على موقع ريلجم (الإنجليزية)
- بروس سيلز على موقع بروبوليرز (الإنجليزية)